# خلر بهارگل
خلر بهارگل، خلر جنگلی (نام علمی: Lathyrus vernus) نام یک گونه از سرده خلر است.